# Шаторедон
Шаторедо́н (фр. Châteauredon, окс. Castèuredon) — коммуна во Франции, находится в регионе Прованс — Альпы — Лазурный Берег. Департамент коммуны — Альпы Верхнего Прованса. Входит в состав кантона Мезель. Округ коммуны — Динь-ле-Бен.
Код INSEE коммуны — 04054.

## Население
Население коммуны на 2008 год составляло 97 человек.
| 1962 | 1968 | 1975 | 1982 | 1990 | 1999 | 2008 |
| ---- | ---- | ---- | ---- | ---- | ---- | ---- |
| 34   | 40   | 40   | 56   | 67   | 96   | 97   |

## Экономика
В 2007 году среди 79 человек в трудоспособном возрасте (15—64 лет) 57 были экономически активными, 22 — неактивными (показатель активности — 72,2 %, в 1999 году было 73,8 %). Из 57 активных работали 49 человек (25 мужчин и 24 женщины), безработных было 8 (3 мужчин и 5 женщин). Среди 22 неактивных 7 человек были учащимися или студентами, 9 — пенсионерами, 6 были неактивны по другим причинам.

## Достопримечательности
- Часовня Сен-Мишель-де-Куссон (1010 год, восстановлена в 1983 году).
- Руины замка.
- Приходская церковь Сен-Максим (XIX век).
- Руины часовен Сен-Жан-Батист-де-Корнет и Нотр-Дам-де-Корнет.